# Campos Elíseos (barrio de São Paulo)
Campos Elíseos es un barrio de la zona central de la ciudad de São Paulo, Brasil. El barrio está situado en el distrito de Santa Cecília y pertenece a la subprefectura de Sé. Fue el primer barrio planificado de la ciudad, donde se asentaron muchos de los antiguos ricos plantadores de café. 
En Campos Elíseos se encuentra la antigua sede del Gobierno del estado de São Paulo, el Palacio de los Campos Elíseos, que anteriormente perteneció al aristócrata y político Elias Antônio Pacheco e Chaves, situado en la antigua Alameda dos Bambus, futura Avenida Rio Branco, y que motivó la reutilización de sus iniciales entrelazadas "EC" por "CE" en las puertas de la mansión, así como en toda la vajilla, platería, etc. del anterior propietario. La sede del gobierno se trasladó posteriormente, tras un incendio, al Palacio de los Bandeirantes, en Morumbi. Posteriormente albergó la Secretaría de Ciencia, Tecnología y Desarrollo Económico del Estado de São Paulo. La Sala São Paulo y la Estación Júlio Prestes, que fue renovada para convertirse en la mayor sala de conciertos de la ciudad, también se encuentran en el barrio.
En la actualidad, en el barrio se suele ubicar - al igual que en los barrios vecinos de Santa Ifigénia y Luz - Cracolandia, lugar donde se desarrolla una intensa actividad de tráfico de drogas, prostitución y violencia.